# Fuirena cuspidata
Fuirena cuspidata är en halvgräsart som först beskrevs av Albrecht Wilhelm Roth, och fick sitt nu gällande namn av Carl Sigismund Kunth. Fuirena cuspidata ingår i släktet Fuirena och familjen halvgräs. IUCN kategoriserar arten globalt som livskraftig. Inga underarter finns listade i Catalogue of Life.